# Вількшин
Вількшин (пол. Wilkszyn, нім. Wilxen) — село в Польщі, у гміні Менкіня Сьредського повіту Нижньосілезького воєводства.
Населення — 1219 осіб (2011).
У 1975-1998 роках село належало до Вроцлавського воєводства.

## Демографія
Демографічна структура станом на 31 березня 2011 року:
|          | Загалом | Допрацездатний вік | Працездатний вік | Постпрацездатний вік |
| -------- | ------- | ------------------ | ---------------- | -------------------- |
| Чоловіки | 585     | 139                | 410              | 36                   |
| Жінки    | 634     | 158                | 395              | 81                   |
| Разом    | 1219    | 297                | 805              | 117                  |